# Балти (язык)
Балти (тиб. སྦལ་འཐུས་, урду: بلتی, Вайли: sbal ti skad, THL: Beltiké) — один из языков Пакистана, входит в тибетскую группу языков. Язык народа балти, населяющего Балтистан (район слияния рек Шайок и Шигар с рекой Инд) и Ладакх (Индия).
Письменность на основе стандартного тибетского письма.
Балти и ладакхский язык считаются разными языками, поскольку они не взаимопонятны.

## Письменность
Основным шрифтом является тибетское письмо, но чаще народ балти использует персидское письмо (особенно в Пакистане). Самоназванием языка, на котором говорит всё население Балтистана, является Balti, архаичный диалект тибетского языка.
По словам профессора Джампала Джатхсо[написание?], учёного и эксперта китайского[прояснить] происхождения из регионов Гэсэр[написание?] и Кам, у настоящего балти есть все языковые особенности и корни из тибетского языка.
Согласно его первоначальному исследованию, балти напоминает более диалект кам, чем другие тибетские диалекты регионов У-Цанг, Амдо и других. Кроме того, он предполагает, что первыми тибетские поселенцы в Балтистане были из Камбаса или больше поселенцев были из региона Кам. Народ Балтистана, который окрестили «мини-Тибетом», связан с тибетцами, и их язык является ветвью тибетского языка, сохранив многие черты архаического тибетского произношения. Миссионер, востоковед и лингвист Генрих Август Йешке (1817—1883) классифицировал балти как один из самых западных тибетских диалектов. В своём тибетско-английском словаре он определяет его как «бал (балти), более западный из районов, в которых говорят на тибетском языке».
Многие другие учёные считают, что балти является тибетским диалектом, а не отдельный от тибетского.
В 1985 году Абади добавил четыре новые буквы в тибетское письмо и новые буквы в персидское письмо для их адаптации в соответствии с потребностью языка балти. Две из четырёх добавленных букв теперь вошли в Юникод.
Тибетское письмо было в моде в Балтистане до последней четверти 14 века, когда балты приняли ислам. С тех пор персидское письмо заменило тибетское, но новое письмо не имело букв для семи звуков балти и было модным, несмотря на то, что оно являлось неполным. Добавление семи новых букв сделало его полноценным письмом для балти.
В последнее время ряд учёных и активистов балти пытаются поощрить использование тибетского письма балти, иге, с целью содействия сохранения коренной культуры и этнической идентичности балти и ладакхи.
Как и у других тибетских диалектов, у балти не было своего собственного письма до тех пор, пока тибетцы не разработали письмо для их языка, введя его через тибетских лам и других учёных. В 727 году, когда король Меагцом завоевал Балтистан и присоединил его к своему государству, тибетская письменность была официально представлена в качестве официального письма с помощью правительственных учреждений, религиозных книг и надписей на скалах.
Алфавит:
| ا | ب | پ | ت | ٹ | ث | ج | ڇ  | ڃ  | ح | خ | د |
| ڈ | ر | ڑ | ز | ژ | ڗ | س | ش  | ݜ  | ف | ق | ک |
| کٔ | گ | ࣈ | ل | ݨ | ݩ | و | اُو | او | ہ | ی |   |